# Nees Kerssens
Cornelis Johannes (Nees) Kerssens ('s-Hertogenbosch, 4 augustus 1930 – aldaar, 2 augustus 2024) was een Nederlands voetballer die uitkwam voor BVV. Na zijn spelersloopbaan bleef hij tot 1995 in allerlei functies verbonden aan FC Den Bosch.

## Loopbaan

### Beginjaren
Nees Kerssens was de jongste zoon van Driek Kerssens en Marie Henskens. Zijn vader, die jarenlang voor BVV voetbalde, was sigarenmaker van beroep. Zijn moeder beheerde aan huis, aan de Dageraadsweg in Den Bosch, een kruidenierswinkel. Op tienjarige leeftijd werd hij lid van BVV. Hij maakte zijn debuut in het eerste elftal op 7 december 1951 in de uitwedstrijd tegen Sittardia. Hij begon als aanvaller en scoorde een maand later zijn eerste doelpunt, thuis tegen RBC.
Zijn broer Janus speelde vanaf 1948 in het eerste elftal waar hij in oktober 1950 een beenbreuk opliep. De broers speelden niet samen bij BVV want Janus vertrok medio 1951 naar stadgenoot Wilhelmina.

### Militair elftal
In 1952 kwam Nees Kerssens uit voor het Nederlands militair elftal met onder anderen Rinus Michels, Jan Klaassens en Ger van Mourik. Het team behaalde de derde plaats op het wereldkampioenschap dat in Griekenland werd gehouden.
Kerssens veroverde in het seizoen 1952/53 een basisplek bij BVV. Vanaf het seizoen 1953/54 werd hij als verdediger opgesteld.

### Beroepsvoetbal
Bij de komst van het profvoetbal in 1954 van de ‘wilde’ bond NBVB hield BVV zijn elftal bij elkaar. Na de fusie van de KNVB en NBVB ging op 28 november 1954 een nieuwe competitie van start. BVV maakte de overstap naar het beroepsvoetbal en eindigde in zijn eerste profjaar op de zesde plaats in Eerste klasse D. Alhoewel BVV niet meer de topploeg was van eind jaren veertig, wist de club zich in 1956 te plaatsen voor de nieuw opgezette Eredivisie. Kerssens speelde in die periode samen in de verdediging met drie voormalige internationals: doelman Dré Saris, Cor Huijbregts en Kees Krijgh. 

### Eredivisie
In het eerste jaar van de Eredivisie werd Kerssens vaker in de voorhoede opgesteld. Zoals in de uitwedstrijd tegen PSV op 24 februari 1957 die BVV met 2-5 won. Hij scoorde het eerste en het vijfde Bossche doelpunt. Kerssens speelde dat seizoen alle 34 wedstrijden waarin hij twaalf keer scoorde. Opvallend was dat BVV, dat op de vijftiende plaats eindigde, productiever was (70 doelpunten) dan landskampioen Ajax (64 goals). In het tweede jaar in de Eredivisie kon BVV zich niet handhaven en eindigde als laatste. Vooral het gemis van stopperspil Kees Krijgh, die zijn loopbaan in 1957 had beëindigd, woog zwaar. 

### Rampseizoen
Kerssens speelde tien jaar na zijn debuut in een geheel vernieuwd elftal, alleen routinier Wim Heijmans was nog over uit zijn begintijd. Vier jaar na de degradatie naar de Eerste divisie, moest BVV in 1962 opnieuw een stap terugdoen. BVV kampte in het seizoen 1961/62 met een waslijst aan blessures. Dramatisch was het overlijden van de 24-jarige Thijs Burgerhof op 16 april 1962. Hij moest in oktober 1961 stoppen met voetbal vanwege een nierziekte die hem een halfjaar later fataal werd.
De terugkeer van Piet van Overbeek kon degradatie niet voorkomen. De KNVB voerde een reorganisatie door met een inkrimping van de Eerste divisie. Als nummer vijftien moest BVV terug naar de Tweede divisie. Kerssens stopte na het seizoen 1962/63 waarin BVV via de nacompetitie promoveerde.

### Trainer
Na zijn voetballoopbaan bleef hij dertig jaar lang betrokken bij de club. BVV ging na de afsplitsing van de proftak in 1965 verder als FC Den Bosch. Kerssens volgde de trainersopleiding en behaalde in december 1963 het C-diploma. Hij begeleidde jeugdteams en was tevens verzorger en masseur. Later werd hij actief bij Jong FC Den Bosch.
Jan Remmers werd in 1970 hoofdtrainer van FC Den Bosch. Remmers vroeg zijn voormalige ploeggenoot als assistent. Kerssens kon deze functie niet lang uitoefenen. De KNVB stak er een stokje voor omdat hij niet beschikte over de vereiste trainerspapieren.
Tijdens zijn voetballoopbaan bleef Kerssens werkzaam als instrumentmaker bij Philips in Eindhoven waar hij na 42 dienstjaren met pensioen ging.
Hij stopte in 1995 met zijn functies bij FC Den Bosch. Hij was ook daarna een vaste bezoeker van de thuiswedstrijden van het eerste elftal. 
Nees Kerssens overleed op 2 augustus 2024, twee dagen voor zijn 94e verjaardag, in zorgcentrum De Grevelingen in Den Bosch.

## Clubstatistieken
| Seizoen | Club   | Land      | Competitie                   | Competitie | Competitie | Beker | Beker | Internationaal | Internationaal | Overig | Overig | Totaal | Totaal |
| Seizoen | Club   | Land      | Competitie                   | Wed.       | Dlp.       | Wed.  | Dlp.  | Wed.           | Dlp.           | Wed.   | Dlp.   | Wed.   | Dlp.   |
| ------- | ------ | --------- | ---------------------------- | ---------- | ---------- | ----- | ----- | -------------- | -------------- | ------ | ------ | ------ | ------ |
| 1951/52 | BVV    | Nederland | Eerste klasse C              | 6          | 2          | –     | 0     | 0              | 0              | 0      | 0      | 6      | 2      |
| 1952/53 | BVV    | Nederland | Eerste klasse C              | 18         | 3          | –     | 0     | 0              | 0              | 0      | 0      | 18     | 3      |
| 1953/54 | BVV    | Nederland | Eerste klasse C              | 19         | 0          | –     | 0     | 0              | 0              | 0      | 0      | 19     | 0      |
| 1954/55 | BVV    | Nederland | Eerste klasse C (afgebroken) | 5          | 0          | –     | –     | 0              | 0              | 0      | 0      | 5      | 0      |
| 1954/55 | BVV    | Nederland | Eerste klasse D              | 25         | 3          | –     | –     | 0              | 0              | 0      | 0      | 25     | 3      |
| 1955/56 | BVV    | Nederland | Hoofdklasse B                | 33         | 0          | –     | –     | 0              | 0              | 0      | 0      | 33     | 0      |
| 1956/57 | BVV    | Nederland | Eredivisie                   | 34         | 12         | –     | 0     | 0              | 0              | 0      | 0      | 34     | 12     |
| 1957/58 | BVV    | Nederland | Eredivisie                   | 33         | 0          | –     | 0     | 0              | 0              | 0      | 0      | 33     | 0      |
| 1958/59 | BVV    | Nederland | Eerste divisie A             | 25         | 0          | –     | 0     | 0              | 0              | 0      | 0      | 25     | 0      |
| 1959/60 | BVV    | Nederland | Eerste divisie A             | 30         | 0          | –     | 0     | 0              | 0              | 0      | 0      | 30     | 0      |
| 1960/61 | BVV    | Nederland | Eerste divisie A             | 29         | 0          | 4     | 0     | 0              | 0              | 0      | 0      | 33     | 0      |
| 1961/62 | BVV    | Nederland | Eerste divisie A             | 30         | 2          | 1     | 0     | 0              | 0              | 0      | 0      | 31     | 2      |
| 1962/63 | BVV    | Nederland | Tweede divisie B             | 25         | 0          | –     | 0     | 0              | 0              | 0      | 0      | 25     | 0      |
| Totaal  | Totaal | Totaal    | Totaal                       | 312        | 22         | 5     | 0     | 0              | 0              | 0      | 0      | 317    | 22     |